# إلفيرا يونس
إلفيرا يونس ممثلة تلفزيونية وإذاعية ومسرحية ومدبلجة لبنانية. أصلها من بلدة تنورين في قضاء البترون. برزت في دبلجة الرسوم المتحركة.

## أعمالها[1]

### التلفزيون

#### مسلسلات
- فارس بني عياد (1968)
- أبو المراجل (1968)
- شارع العز (1969)
- الخديعة (1973)
- الأبله (1973)
- اليد الجريحة (1974)
- على طريق الشمس
- يسعد مساكم (1976)
- صقور الصحراء (1977)
- عازف الليل (1978)
- البديل (1985)
- من أجل غدي (1986)
- السر (1989)
- جحا الضاحك الباكي
- الكوخ القديم (1990)
- سجن الأيام (1996)
- خلف جدران القصر (1998)
- صارت معي (2003)
- غريبة (2005)
- الطاغية (2007)

#### رسوم متحركة
- مغامرات زينة ونحول
- سانشيرو - يوتسويا و والدة سينجي وشخصيات أخرى
- نينجا كابامارو
- رانزي المدهشة - رينزي وشخصيات أخرى
- البطل خماسي - الراوية و أورليانا و كوزوكي و توسوكي
- ريمي (الفتى الشريد)
- بيل وسبستيان - الراوية
- الشناكل
- حكمة الأقزام
- ميمونة ومسعود - مسعود
- نينجا المغامر - ماي وشخصيات أخرى
- السنافر - الراوية و سنفور مازح و سنفور مغرور (نسخة استيديو لبنان والمشرق)
- فتيان السلاحف - الصحفية نيسان
- شجاع وسكر (شجاع)
- دانيا والعم وحيد
- سفينة المحبة
- ألفريد كواك
- الحارس الشجاع
- أساطير في قادم الزمان

### السينما
- الأسيرة

## روابط خارجية
- إلفيرا يونس على موقع IMDb (الإنجليزية)
- إلفيرا يونس على موقع قاعدة بيانات الأفلام العربية
- إلفيرا يونس على موقع قاعدة بيانات الفيلم (الإنجليزية)